# Zadnji voz za Čačak
Zadnji voz za Čačak, šesta singl ploča srpskog rock sastava Riblja čorba. Objavljena je 13. svibnja 1987. u izdanju diskografske kuće PGP RTB i novina Ekspres Politika kao promo singl. Na B strani nalazi se pjesma "Lud sto posto".

## Popis pjesama
| 1. | »Zadnji voz za Čačak« | 2:44 |

| 1. | »Lud sto posto« | 4:15 |

## Izvođači
- Bora Đorđević - vokal
- Miša Aleksić - bas-gitara
- Vidoja Božinović - gitara
- Nikola Čuturilo - gitara
- Vicko Milatović - bubnjevi